# Ленінський район (Вінниця)
Ленінськи́й райо́н — колишній адміністративний район міста Вінниці, розташований на правому березі Південного Бугу. В районі зосереджені адміністративні установи міста і області: обласна і міська ради, державна адміністрація.

## Історія
Міська забудова цього місця почалася з перенесення у 1558 році Центру міста на Правобережну частину Південного Бугу. На крайній (західній на той час) межі міста були зведені своєрідні оборонні споруди у вигляді валів. Забудова, яка виникла пізніше за цими валами, дістала назву Завалля (тобто "Місцевість за валами"). Сьогодні це територія, розташована від вулиці Миколи Оводова до площі Гагаріна. Центром міста стали Мури — комплекс фортифікаційних споруд XVII-XVII сторіч, який включав монастирі єзуїтів (1610 рік) та домініканців (1758).
Після побудови залізниці Балта—Київ Вінниця виділилася серед решти подільських містечок. Товарообіг Вінниці став найбільшим у Подільській губернії. Цьому сприяло становлення цукрової промисловості краю. Під час економічного піднесення початку XX сторіччя довкола Миколаївського проспекту (нині вулиця Соборна) були зведені споруди, які донині формують образ міста. Руку до цього доклали міські архітектори Григорій Артинов, Василь Листовничий.
З розбудовою, починаючи від 1960-х років, мікрорайонів Вишенька (на колгоспних ланах) і Свердловського масиву район став найчисельнішим у Вінниці, сьогодні тут мешкає половина населення міста.
За комуністів центральна вулиця (нині це вулиця Соборна) і центральна площа (зараз — Майдан Незалежності) носили ім'я більшовицького вождя Володимира Леніна. Пам'ятник Леніну з центральної площі був демонтований одразу по здобуттю незалежності країни, у 1992 р. Але до перейменування району справа так і не дійшла, бо рішенням Вінницької обласної ради від 14 лютого 2012 року район виключений з облікових даних.

## Район сьогодні
Головні вулиці — Соборна, Магістратська, Пирогова, Келецька, Хмельницьке шосе. Центр району прикрашає театр імені Садовського та центральний міський парк.
На території району містяться виші
- технічний університет
- медичний університет імені Миколи Пирогова
- аграрний університет
- торговельно-економічний інститут

На західній околиці міста у вишенському лісі споруджена Вінницька телевежа заввишки 354 метри.

## Населення

### Мова
Розподіл населення за рідною мовою за даними перепису 2001 року:
| Мова            | Кількість | Відсоток |
| --------------- | --------- | -------- |
| українська      | 151051    | 83.56%   |
| російська       | 27673     | 15.31%   |
| білоруська      | 106       | 0.06%    |
| вірменська      | 93        | 0.05%    |
| польська        | 73        | 0.04%    |
| єврейська       | 44        | 0.03%    |
| болгарська      | 24        | 0.01%    |
| інші/не вказали | 1706      | 0.94%    |
| Усього          | 180770    | 100%     |

## Галерея

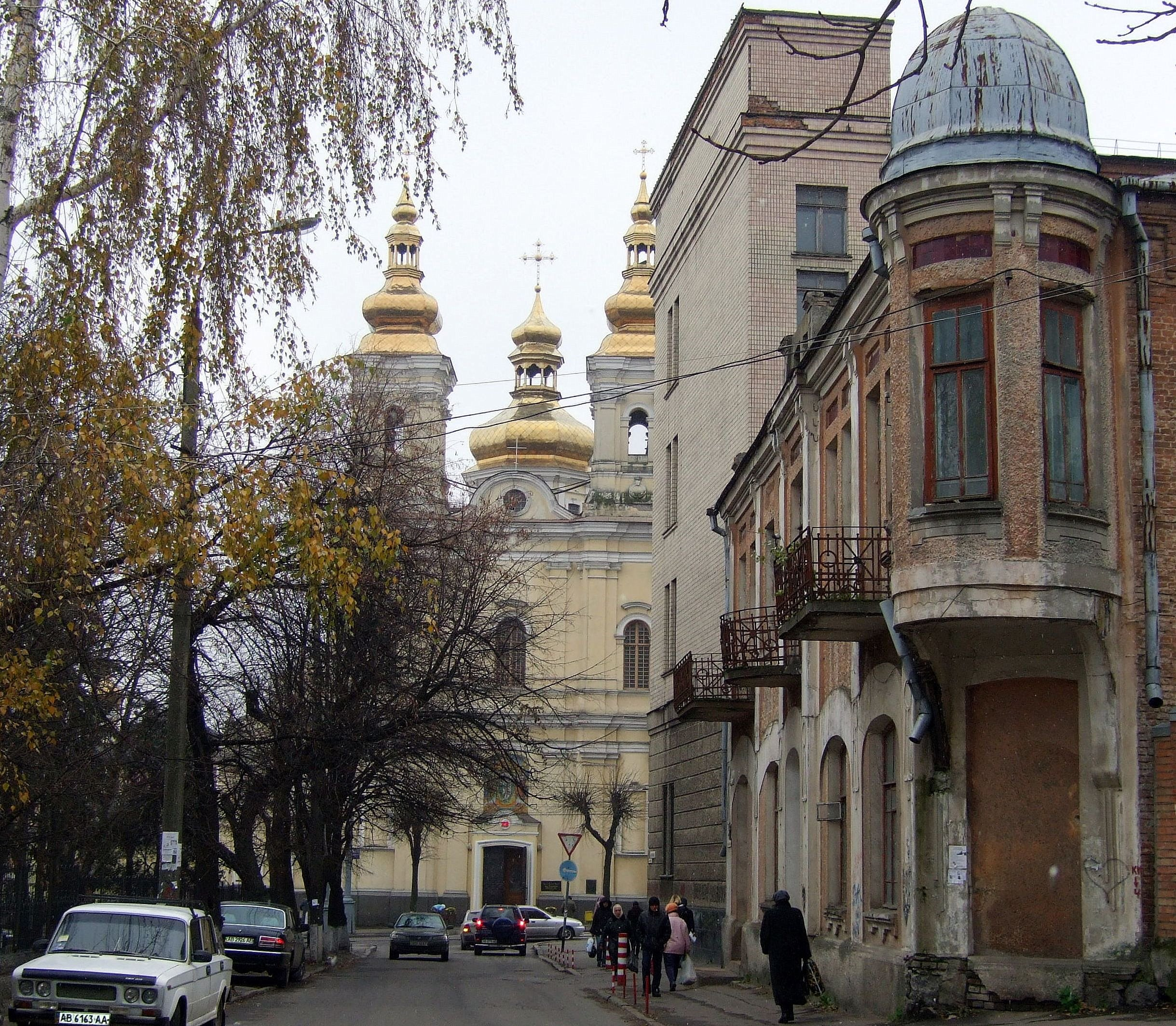
Вулиця Михайличенка, вид на Преображенський собор
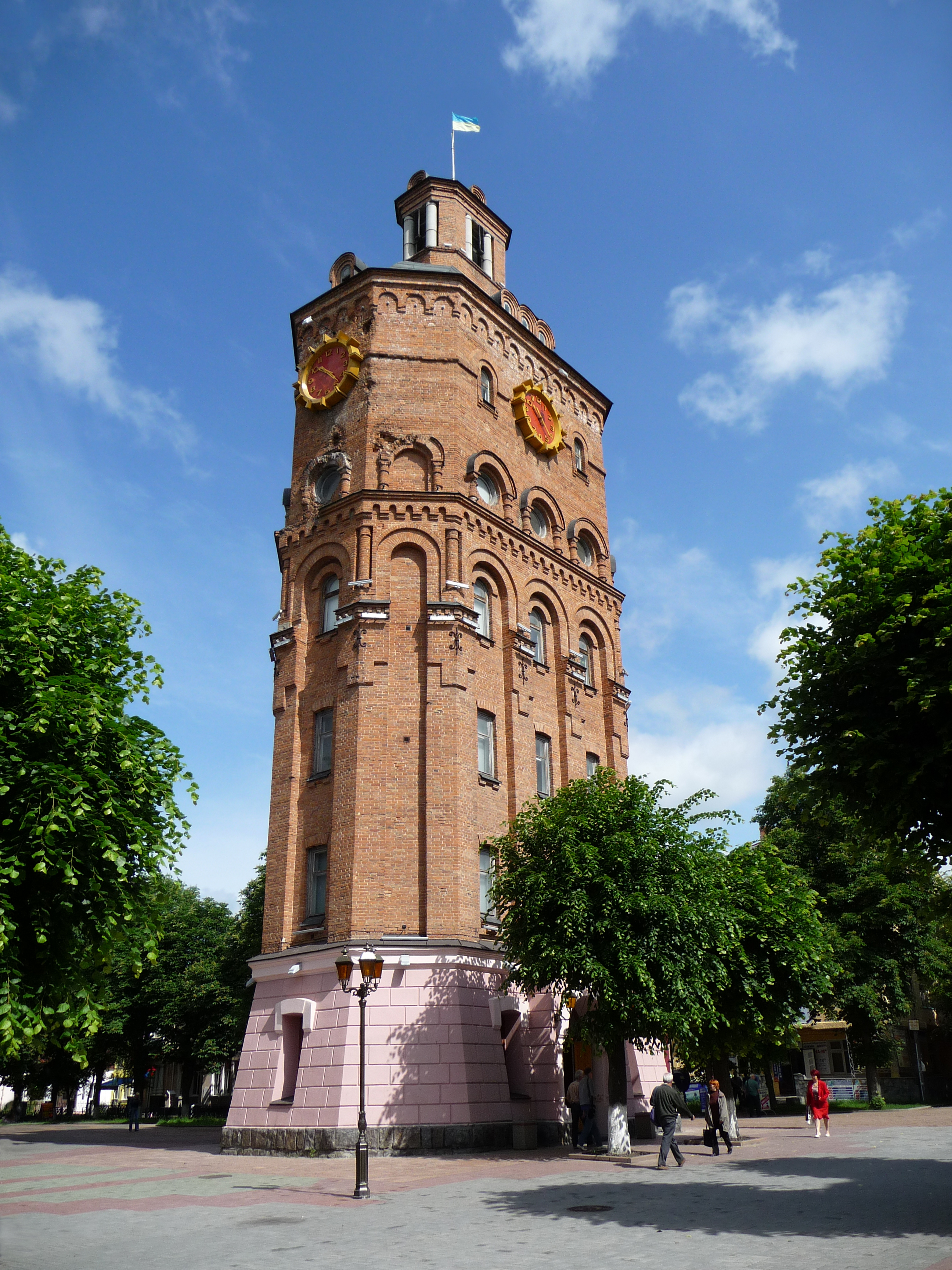
Колишня водонапірна вежа
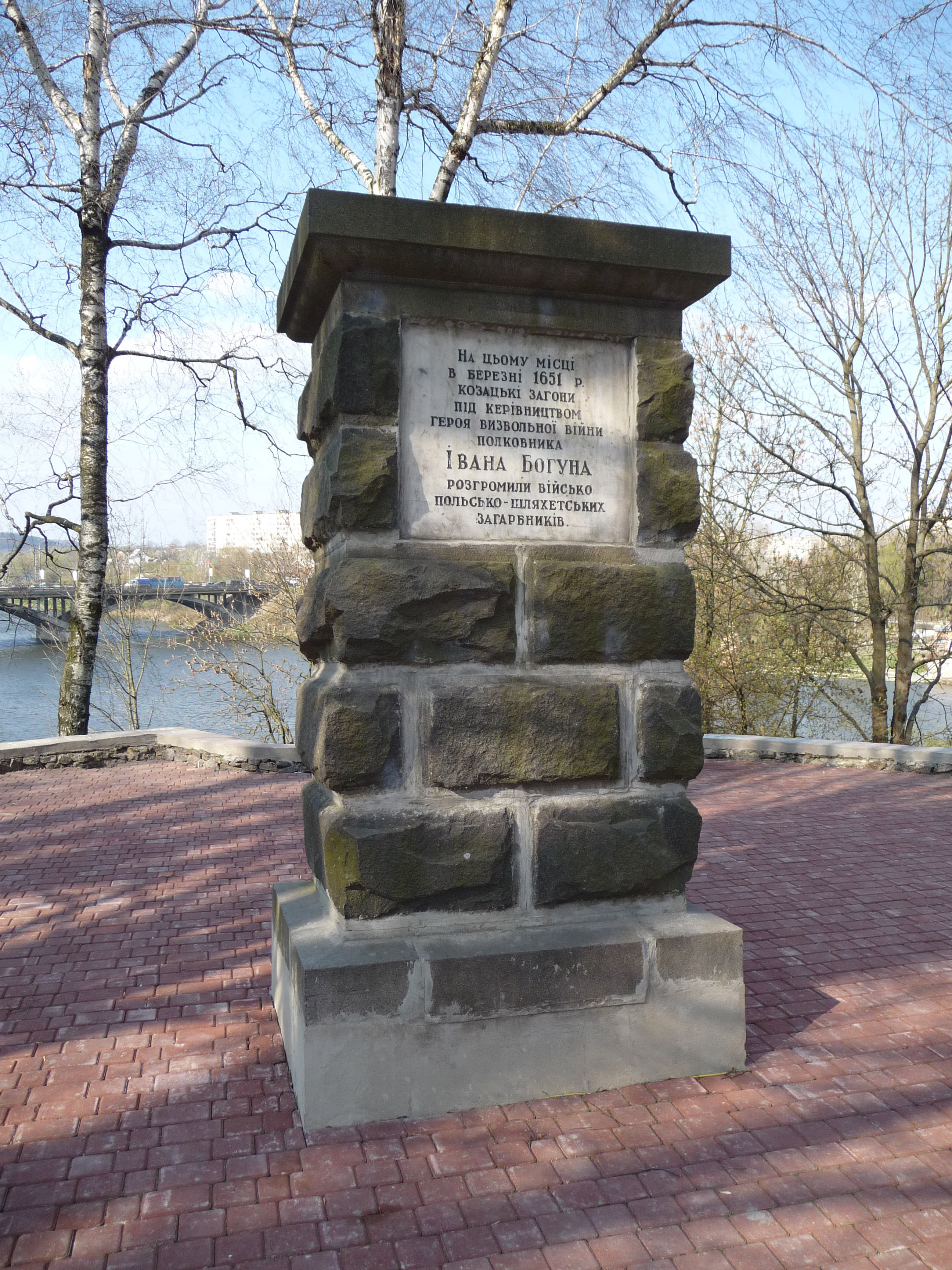
Пам'ятний знак на місці перемоги Івана Богуна над поляками 1651
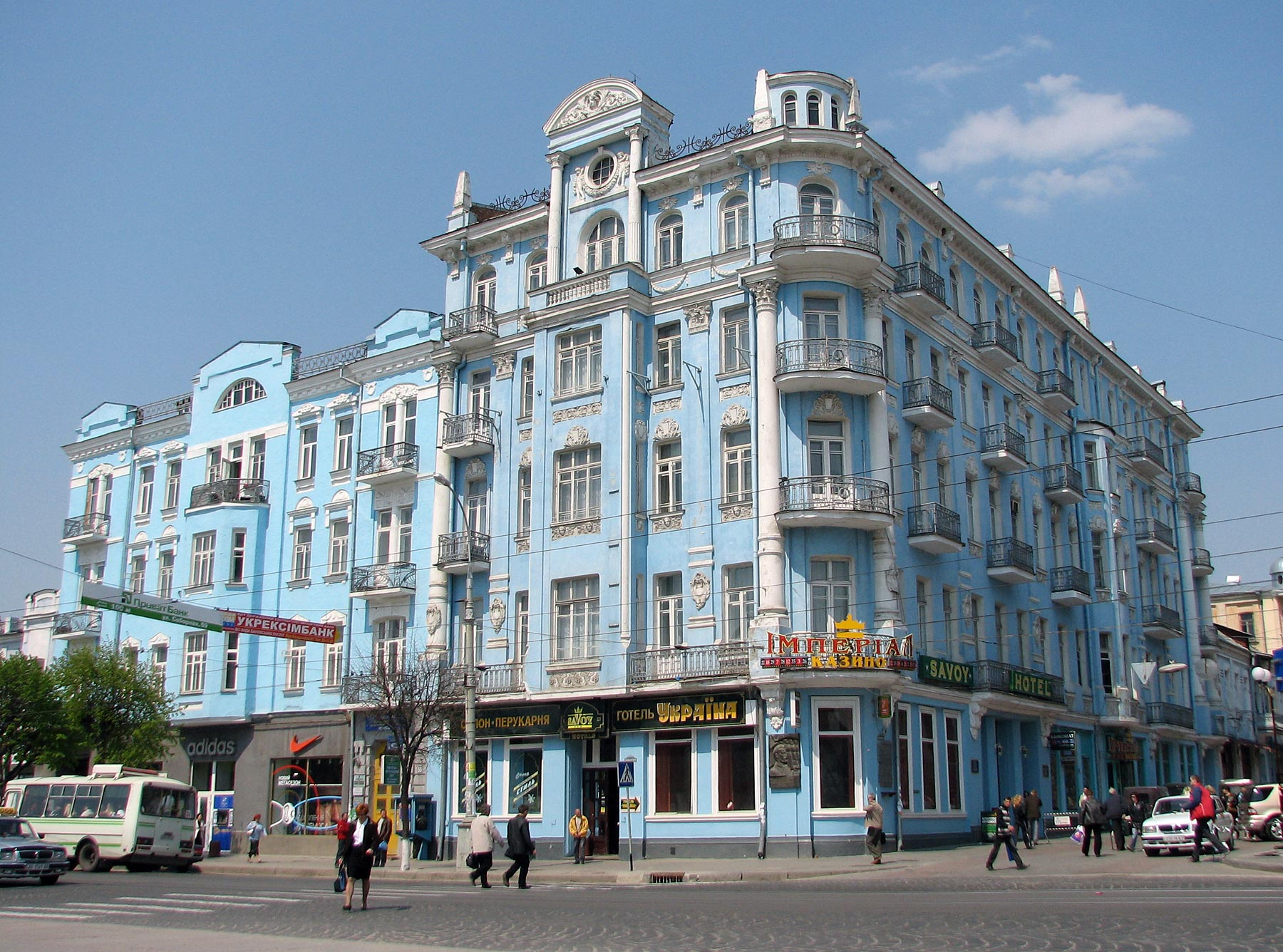
Готель «Савой»
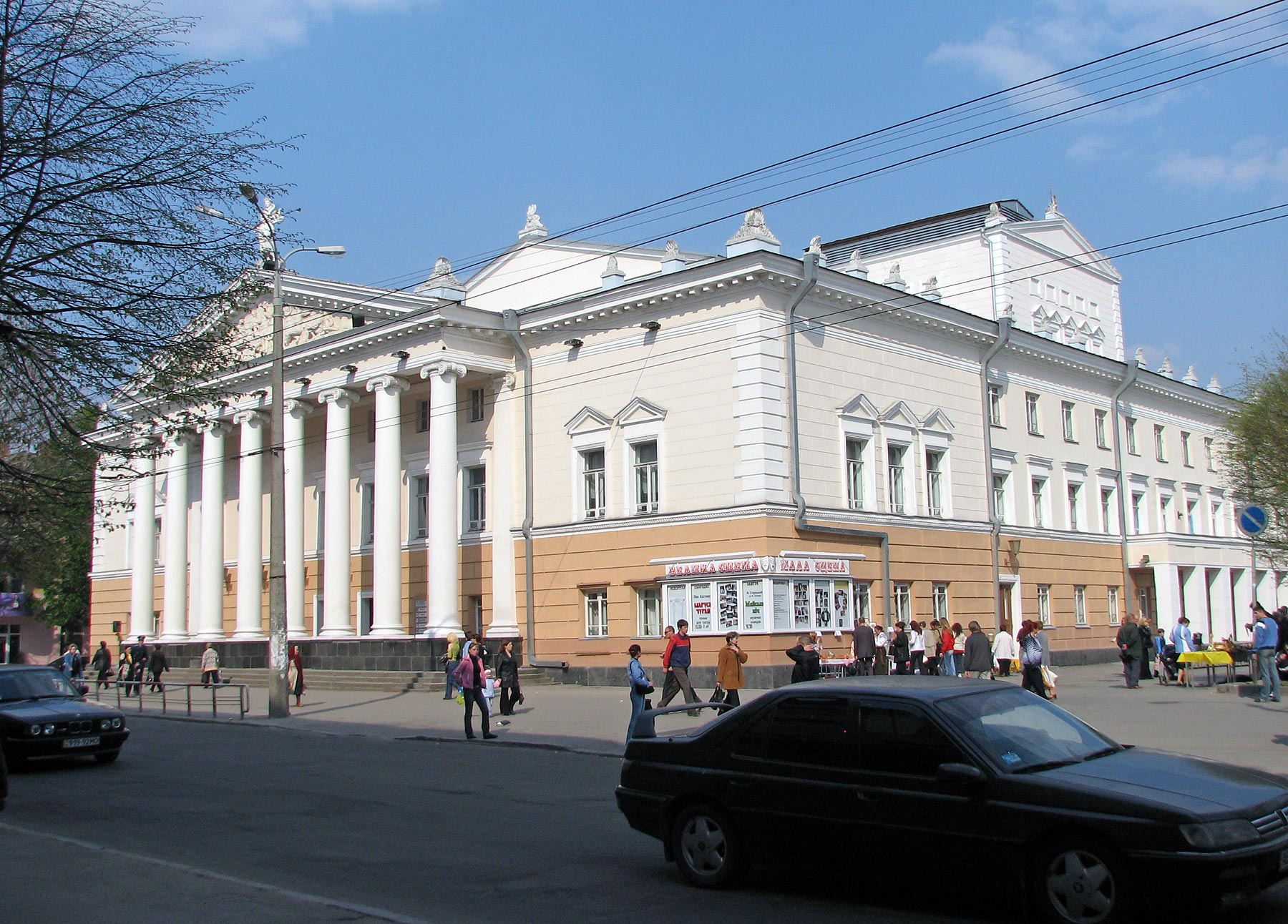
Театр імені Садовського
Обласна рада, вулиця Соборна
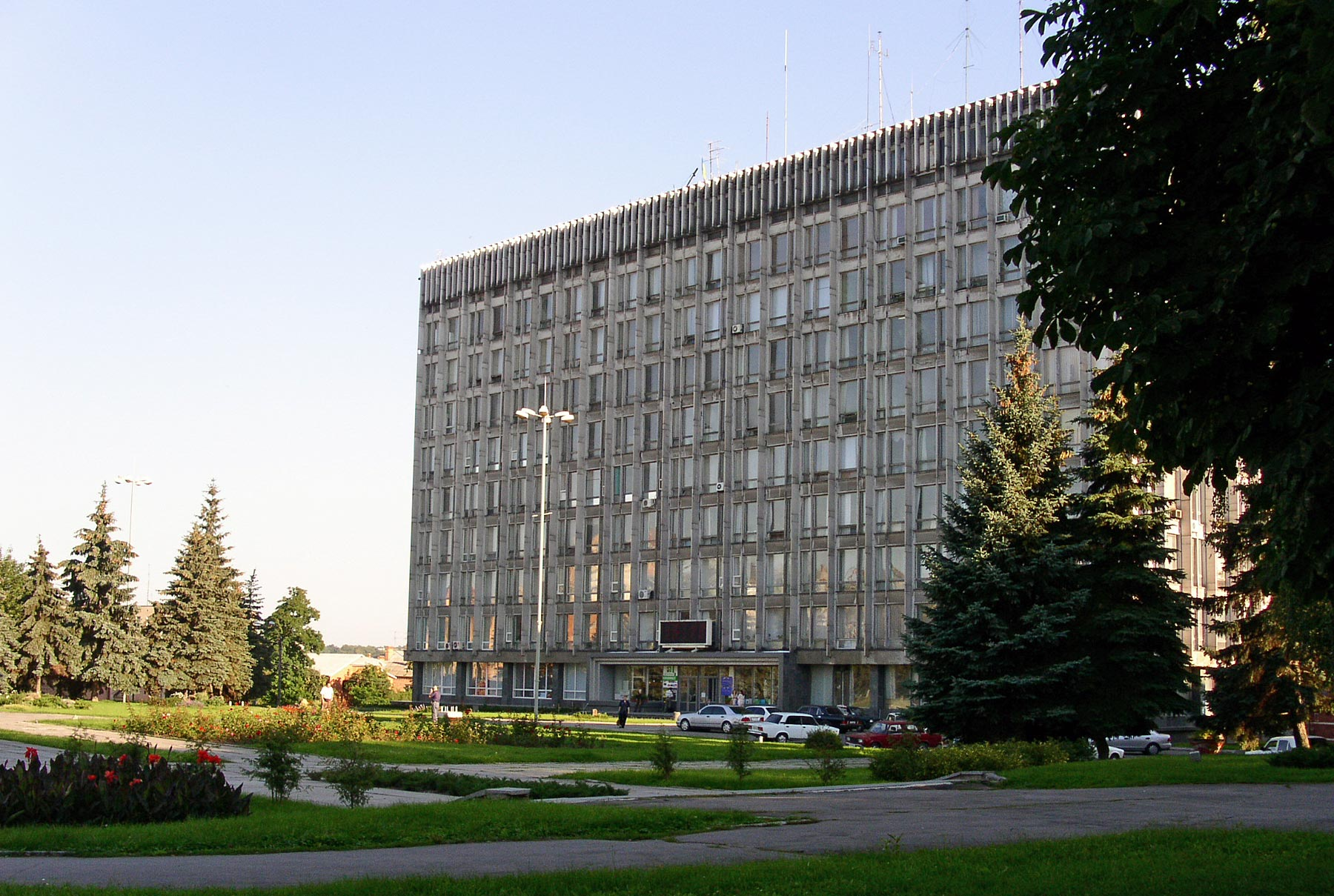
Міська рада, майдан Незалежності
Обласна державна адміністрація
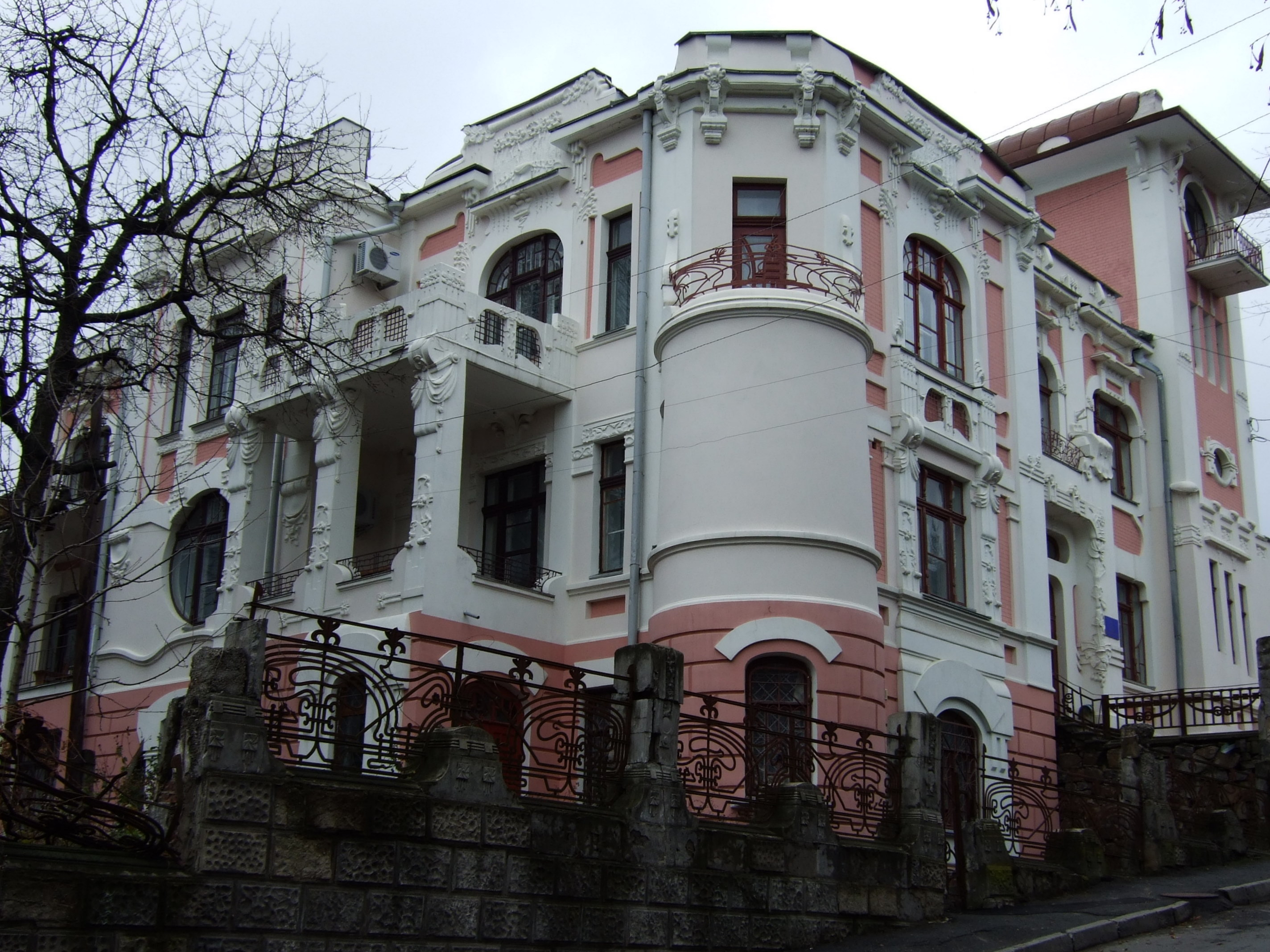
Особняк на вулиці Пушкинській
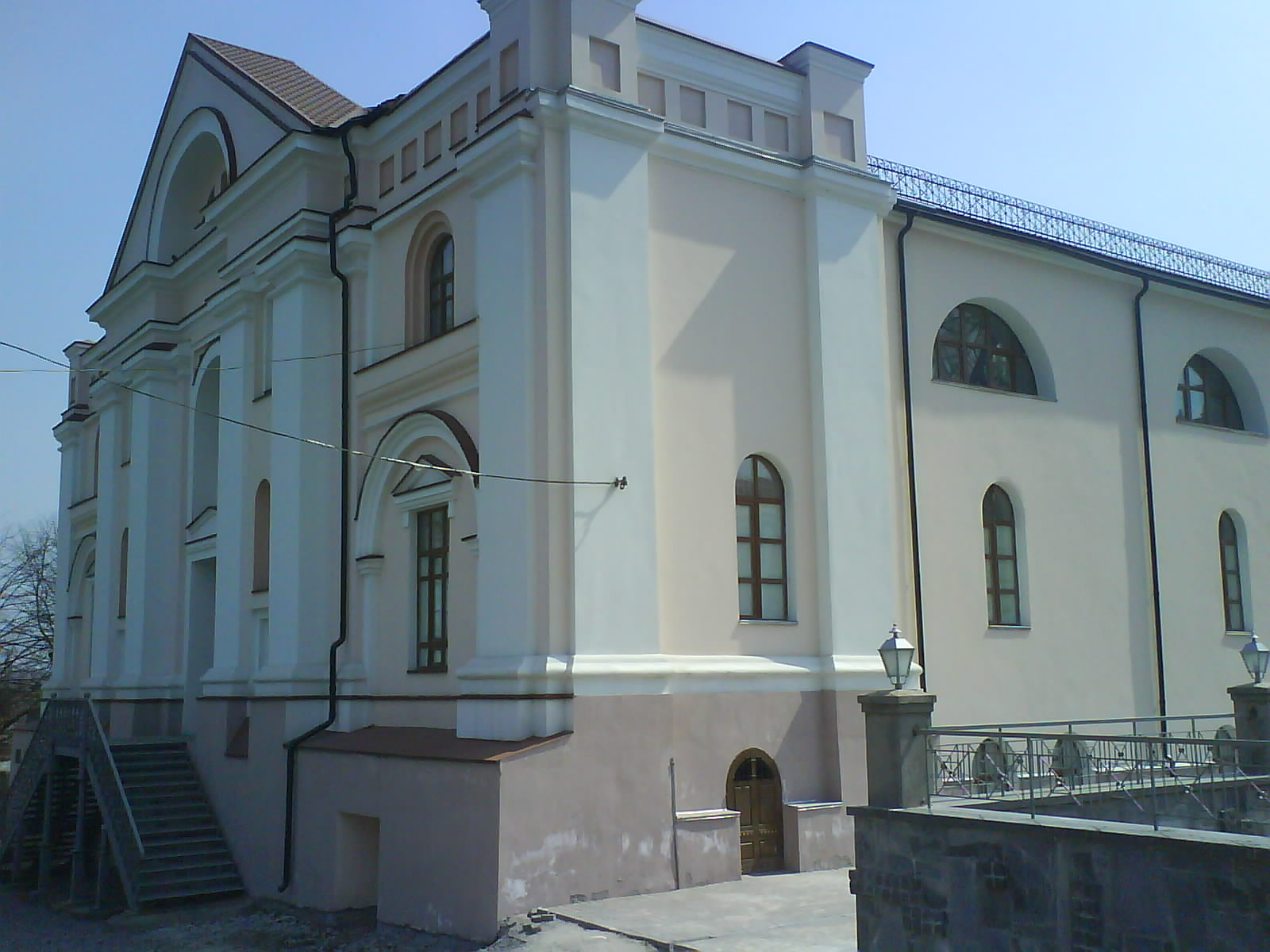
Єзуїтський монастир (1610), найстаріша збережена кам'яна споруда міста. Нині — обласний архів
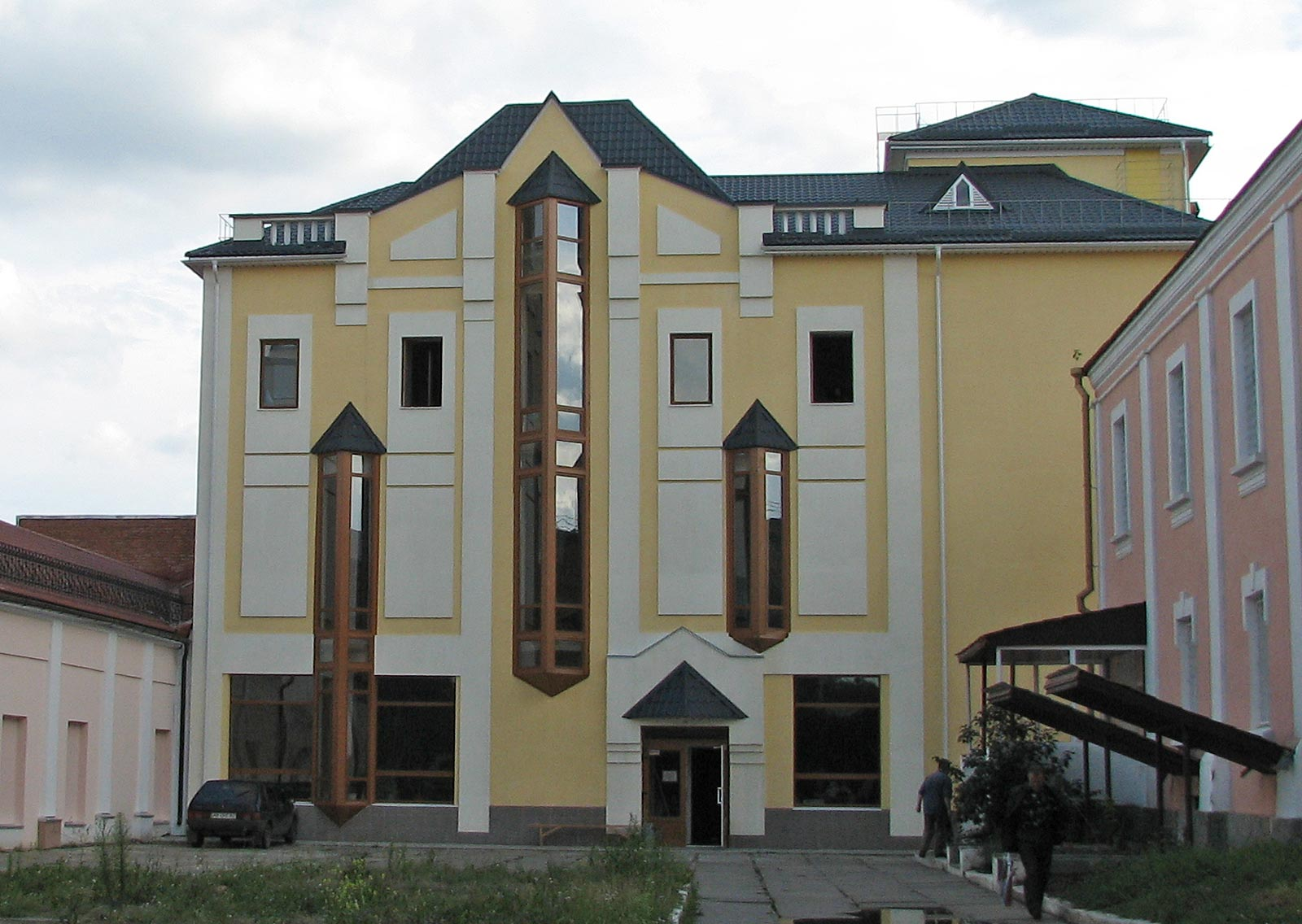
Обласний краєзнавчий музей
Медичний університет імені Пирогова